# Miss de Vere
Miss de Vere er en fransk stumfilm fra 1896 af Georges Méliès.